# Неделя в декабре
«Неделя в декабре» (англ. A Week In December) — роман британского писателя Себастьяна Чарльза Фолкса, написанный в 2009 году. В нём рассказывается о проблемах современности, таких как мировой финансовый кризис, увлечение подростков наркотиками, терроризм, банковское рабство, кризис современной системы образования. Высмеиваются современное искусство и литература. Критикуется влияние виртуальной среды на некоторых людей.

## Сюжет
Роман начинается с того, что жена чиновника, Софи Топпинг, планирует мероприятие для празднования назначения мужа на новую должность. Однако мероприятию суждено случиться только через неделю — к концу произведения. Через такое бесхитростное вступление автор знакомит читателя со многими персонажами, с которыми ему предстоит познакомиться поближе в процессе чтения романа. За одну неделю Джон Вилс проводит множество разного рода махинаций, законных и не совсем, чтобы преумножить свой капитал; в это время его сын — Финбар — покупает пакет нового сорта «травки» и становится её жертвой, заболевая серьёзным психическим недугом. Фарук аль-Рашид учится у Ральфа Трантера искусству обсуждения литературных произведений, чтобы не ударить в грязь лицом на предстоящей встрече с королевой Великобритании. Однако, нужды в таких беседах не возникает — вместо королевы выступает принц, не такой величественный и непохожий на обычного человека, каким рисовал себе его Фарук.
Хассан, сын Фарука, занят, помимо рассуждений над догмами Ислама, закупкой химикатов для террористического акта. Однако на самой последней стадии проваливает это мероприятие, решив отказаться от таких мер взаимодействия с обществом. Вместо этого он решает признаться в чувствах его давней подруге.
Гэбриэл Нортвуд, барристер, проводит встречи со своей клиенткой — Дженни Форчун, которые предполагается посвятить её защите в суде. Однако те перестают в роман, возникающий между этими персонажами. Вместе с братом Дженни они ловят подозрительного человека, наблюдающего за её домом. Им оказывается школьный учитель, Рэдли Грэйвс, которого она встретила в виртуальном мире онлайн-игры.
Ральф Трантер наставляет несведущего в области художественной литературы Фарука, пишет разгромные рецензии, присутствует на вручении премии, которую намеревается получить, однако его ждёт разочарование. Ближе к концу произведения обозлённый происходящим в мире литературы Трантер получает сразу два предложения о работе, сулящих ему неплохой доход.
В самом конце произведения Джон Вилс стоит в своём офисе, рассуждает о своих успехах и смотрит из окна на спящий город, после чего смеётся, подобно эталонному злодею.

## Структура романа
Форма изложения, которую избрал Фолкс для своего произведения, представляет собой несколько непересекающихся до определённого момента историй различных его персонажей. В некоторый момент судьбы героев начинают взаимодействовать, раскрывая перед читателем всё новые идеи автора. Главы представлены днями недели, которых, как можно догадаться из названия, семь — все события романа происходят в течение одной недели перед Рождеством. В романе необыкновенно большое количество главных героев, однако, некоторым из них автор уделяет значительно больше внимания, чем остальным. Его герои — разные, по своим убеждениям, жизненным позициям и поколениям люди. Это Джон Вилс, управляющий хедж-фондом, и его сын — Финбар, подросток 16 лет; Хассан аль-Рашид, студент, и его отец, Фарук аль-Рашид, владелец многомиллионного бизнеса в пищевой промышленности; Дженни Форчун, водитель поезда в метро; Гэбриэл Нортвуд, барристер, Рэдли Грэйвс, школьный учитель и Ральф Трантер, журналист. Большая часть романа — описание и рассуждение о персонажах, а также их диалоги. Они открывают перед читателем ряд проблем, которые автор рассматривает, обращаясь к своим героям. Реальные и более-менее значимые события романа занимают очень малую его часть и могут быть перечислены всего в нескольких строках.